# Refugio Airport
Refugio Airport är en flygplats i Bolivia.   Den ligger i departementet Santa Cruz, i den nordöstra delen av landet, 700 km nordost om huvudstaden Sucre. Refugio Airport ligger 184 meter över havet.
Terrängen runt Refugio Airport är mycket platt. Trakten runt Refugio Airport är nära nog obefolkad, med mindre än två invånare per kvadratkilometer..
I omgivningarna runt Refugio Airport växer huvudsakligen savannskog.